# Coupe du monde de VTT 2005
Navigation
2004 2006
La Coupe du monde de VTT 2005 est la 15e édition de la Coupe du monde de VTT. Elle comprend quatre disciplines : cross-country, cross-country marathon, descente et 4-cross. Chaque discipline comprend 8 manches. Le cross-country marathon apparait pour la première fois en Coupe du monde.

## Cross-country

### Hommes
| # | Date       | Lieu                | Vainqueur            | Deuxième             | Troisième              | Leader du général |
| - | ---------- | ------------------- | -------------------- | -------------------- | ---------------------- | ----------------- |
| 1 | 24 avril   | Spa-Francorchamps   | Julien Absalon       | Roel Paulissen       | Jean-Christophe Péraud | Julien Absalon    |
| 1 | 24 avril   | Spa-Francorchamps   | 1 h 57 min 53 s      | + 1 min 19 s         | + 1 min 38 s           | Julien Absalon    |
| 2 | 8 mai      | Madrid,             | Julien Absalon       | José Antonio Hermida | Christoph Sauser       | Julien Absalon    |
| 2 | 8 mai      | Madrid,             | 2 h 06 min 11 s      | + 15 s               | + 25 s                 | Julien Absalon    |
| 3 | 29 mai     | Houffalize,         | Marco Bui            | Christoph Sauser     | José Antonio Hermida   | Julien Absalon    |
| 3 | 29 mai     | Houffalize,         | 2 h 05 min 53 s      | + 1 min 47 s         | + 1 min 58 s           | Julien Absalon    |
| 4 | 4 juin     | Willingen,          | Christoph Sauser     | Marco Bui            | Julien Absalon         | Christoph Sauser  |
| 4 | 4 juin     | Willingen,          | 1 h 59 min 30 s      | + 20 s               | + 44 s                 | Christoph Sauser  |
| 5 | 25 juin    | Mont Sainte-Anne,   | Christoph Sauser     | Fredrik Kessiakoff   | Geoff Kabush           | Christoph Sauser  |
| 5 | 25 juin    | Mont Sainte-Anne,   | 1 h 57 min 28 s      | + 18 s               | + 1 min 16 s           | Christoph Sauser  |
| 6 | 3 juillet  | Balneário Camboriú, | José Antonio Hermida | Roel Paulissen       | Ralph Näf              | Christoph Sauser  |
| 6 | 3 juillet  | Balneário Camboriú, | 2 h 05 min 00 s      | + 5 min 16 s         | + 8 min 04 s           | Christoph Sauser  |
| 7 | 10 juillet | Angel Fire Resort,  | Christoph Sauser     | Geoff Kabush         | Erwin Bakker           | Christoph Sauser  |
| 7 | 10 juillet | Angel Fire Resort,  | 2 h 07 min 48 s      | + 18 s               | + 1 min 10 s           | Christoph Sauser  |
| 8 | 10 sep.    | Fort William,       | Ralph Näf            | Christoph Sauser     | Fredrik Kessiakoff     | Christoph Sauser  |
| 8 | 10 sep.    | Fort William,       | 2 h 02 min 36 s      | + 1 s                | + 43 s                 | Christoph Sauser  |

| Pos | Cycliste             | Pts  |
| --- | -------------------- | ---- |
| 1.  | Christoph Sauser     | 1470 |
| 2.  | José Antonio Hermida | 1090 |
| 3.  | Julien Absalon       | 859  |
| 4.  | Fredrik Kessiakoff   | 852  |
| 5.  | Roel Paulissen       | 845  |
| 6.  | Ralph Näf            | 698  |
| 7.  | Adam Craig           | 662  |
| 8.  | Marco Bui            | 635  |
| 9.  | Liam Killeen         | 564  |
| 10. | Erwin Bakker         | 523  |

### Femmes
| # | Date      | Lieu               | Vainqueur            | Deuxième             | Troisième            | Leader du général                    |
| - | --------- | ------------------ | -------------------- | -------------------- | -------------------- | ------------------------------------ |
| 1 | 24 avril  | Spa-Francorchamps  | Marie-Hélène Prémont | Gunn-Rita Dahle      | Irina Kalentieva     | Marie-Hélène Prémont                 |
| 1 | 24 avril  | Spa-Francorchamps  | 1 h 25 min 26 s      | + 43 s               | + 3 min 01 s         | Marie-Hélène Prémont                 |
| 2 | 8 mai     | Madrid             | Gunn-Rita Dahle      | Marie-Hélène Prémont | Sabine Spitz         | Gunn-Rita Dahle Marie-Hélène Prémont |
| 2 | 8 mai     | Madrid             | 1 h 42 min 49 s      | + 42 s               | + 1 min 07 s         | Gunn-Rita Dahle Marie-Hélène Prémont |
| 3 | 29 mai    | Houffalize         | Gunn-Rita Dahle      | Sabine Spitz         | Irina Kalentieva     | Gunn-Rita Dahle                      |
| 3 | 29 mai    | Houffalize         | 1 h 43 min 21 s      | + 1 min 12 s         | + 1 min 42 s         | Gunn-Rita Dahle                      |
| 4 | 4 juin    | Willingen          | Gunn-Rita Dahle      | Sabine Spitz         | Marie-Hélène Prémont | Gunn-Rita Dahle                      |
| 4 | 4 juin    | Willingen          | 1 h 48 min 58 s      | + 39 s               | + 2 min 20 s         | Gunn-Rita Dahle                      |
| 5 | 25 juin   | Mont Sainte-Anne   | Marie-Hélène Prémont | Gunn-Rita Dahle      | Sabine Spitz         | Gunn-Rita Dahle                      |
| 5 | 25 juin   | Mont Sainte-Anne   | 1 h 53 min 34 s      | + 2 min 45 s         | + 5 min 13 s         | Gunn-Rita Dahle                      |
| 6 | 3 juillet | Balneário Camboriú | Gunn-Rita Dahle      | Sabine Spitz         | Ivonne Kraft         | Gunn-Rita Dahle                      |
| 6 | 3 juillet | Balneário Camboriú | 1 h 30 min 39 s      | + 4 min 36 s         | + 7 min 47 s         | Gunn-Rita Dahle                      |
| 7 | 9 juillet | Angel Fire Resort  | Gunn-Rita Dahle      | Marie-Hélène Prémont | Sabine Spitz         | Gunn-Rita Dahle                      |
| 7 | 9 juillet | Angel Fire Resort  | 1 h 54 min 13 s      | + 1 min 17 s         | + 4 min 32 s         | Gunn-Rita Dahle                      |
| 8 | 10 sep.   | Fort William       | Gunn-Rita Dahle      | Sabine Spitz         | Irina Kalentieva     | Gunn-Rita Dahle                      |
| 8 | 10 sep.   | Fort William       | 1 h 53 min 17 s      | + 5 min 06 s         | + 5 min 45 s         | Gunn-Rita Dahle                      |

| Pos | Cycliste             | Pts  |
| --- | -------------------- | ---- |
| 1.  | Gunn-Rita Dahle      | 1900 |
| 2.  | Sabine Spitz         | 1460 |
| 3.  | Marie-Hélène Prémont | 1220 |
| 4.  | Irina Kalentieva     | 905  |
| 5.  | Mary McConneloug     | 750  |
| 6.  | Ivonne Kraft         | 668  |
| 7.  | Lene Byberg          | 522  |
| 8.  | Kiara Bisaro         | 521  |
| 9.  | Petra Henzi          | 421  |
| 10. | Maja Włoszczowska    | 380  |

## Marathon

### Hommes
| # | Date        | Lieu              | Vainqueur           | Deuxième            | Troisième          | Leader du général   |
| - | ----------- | ----------------- | ------------------- | ------------------- | ------------------ | ------------------- |
| 1 | 10 avril    | Limassol          | Massimo de Bertolis | Roland Stauder      | Dario Acquaroli    | Massimo de Bertolis |
| 2 | 1er mai     | Riva              | Bart Brentjens      | Leonardo Páez       | Fredrik Kessiakoff | Massimo de Bertolis |
| 3 | 18 juin     | Mont Sainte-Anne  | Liam Killeen        | Massimo de Bertolis | Thomas Spichtig    | Massimo de Bertolis |
| 4 | 10 juillet  | Bad Goisern       | Moritz Milatz       | Alban Lakata        | Leonardo Páez      | Massimo de Bertolis |
| 5 | 7 août      | Le Bourg-d'Oisans | Thomas Dietsch      | Mauro Bettin        | Dario Acquaroli    | Massimo de Bertolis |
| 6 | 13 août     | Falun             | Fredrik Kessiakoff  | Thomas Dietsch      | Mauro Bettin       | Mauro Bettin        |
| 7 | 1er octobre | Saint-Wendel      | Yader Zoli          | Alban Lakata        | Hannes Genze       | Mauro Bettin        |
| 8 | 14 octobre  | Fréjus            | Roel Paulissen      | Bart Brentjens      | Mauro Bettin       | Mauro Bettin        |

| Pos | Cycliste            | Pts  |
| --- | ------------------- | ---- |
| 1.  | Mauro Bettin        | 1156 |
| 2.  | Alban Lakata        | 947  |
| 3.  | Dario Acquaroli     | 897  |
| 4.  | Thomas Dietsch      | 796  |
| 5.  | Massimo de Bertolis | 775  |
| 6.  | Thomas Spichtig     | 708  |
| 7.  | Bart Brentjens      | 530  |
| 8.  | Fredrik Kessiakoff  | 466  |
| 9.  | Tudor Oprea         | 419  |
| 10. | Benjamin Schmieg    | 380  |

### Femmes
| # | Date        | Lieu              | Vainqueur        | Deuxième        | Troisième        | Leader du général |
| - | ----------- | ----------------- | ---------------- | --------------- | ---------------- | ----------------- |
| 1 | 10 avril    | Limassol          | Petra Henzi      | Daniela Louis   | Anna Enocsson    | Petra Henzi       |
| 2 | 1er mai     | Riva              | Paola Pezzo      | Esther Süss     | Claudia Marsilio | Esther Süss       |
| 3 | 18 juin     | Mont Sainte-Anne  | Jaqueline Mourão | Paola Pezzo     | Daniela Louis    | Daniela Louis     |
| 4 | 10 juillet  | Bad Goisern       | Anna Enocsson    | Alexandra Hober | Martina Deubler  | Daniela Louis     |
| 5 | 7 août      | Le Bourg-d'Oisans | Esther Süss      | Daniela Louis   | Paola Pezzo      | Daniela Louis     |
| 6 | 13 août     | Falun             | Anna Enocsson    | Daniela Louis   | Esther Süss      | Daniela Louis     |
| 7 | 1er octobre | Saint-Wendel      | Blaža Pintarič   | Daniela Louis   | Esther Süss      | Daniela Louis     |
| 8 | 14 octobre  | Fréjus            | Alison Sydor     | Petra Henzi     | Anna Enocsson    | Daniela Louis     |

| Pos | Cycliste         | Pts  |
| --- | ---------------- | ---- |
| 1.  | Daniela Louis    | 1320 |
| 2.  | Esther Süss      | 1180 |
| 3.  | Anna Enocsson    | 1160 |
| 4.  | Paola Pezzo      | 925  |
| 5.  | Petra Henzi      | 675  |
| 6.  | Jenny McCauley   | 571  |
| 7.  | Claudia Marsilio | 552  |
| 8.  | Alison Sydor     | 475  |
| 9.  | Blaža Pintarič   | 442  |
| 10. | Alexandra Hober  | 353  |

## Descente

### Hommes
| # | Date         | Lieu               | Vainqueur    | Deuxième          | Troisième          | Leader du général |
| - | ------------ | ------------------ | ------------ | ----------------- | ------------------ | ----------------- |
| 1 | 30 avril     | Vigo               | Steve Peat   | Greg Minnaar      | Sam Hill           | Steve Peat        |
| 2 | 5 juin       | Willingen          | Greg Minnaar | Dan Atherton      | Nathan Rennie      | Greg Minnaar      |
| 3 | 12 juin      | Schladming         | Sam Hill     | Chris Kovarik     | Nathan Rennie      | Greg Minnaar      |
| 4 | 26 juin      | Mont Sainte-Anne   | Fabien Barel | Greg Minnaar      | Marc Beaumont      | Greg Minnaar      |
| 5 | 3 juillet    | Balneário Camboriú | Greg Minnaar | Markolf Berchtold | Mickaël Pascal     | Greg Minnaar      |
| 6 | 10 juillet   | Angel Fire Resort  | Greg Minnaar | Jared Graves      | Chris Kovarik      | Greg Minnaar      |
| 7 | 21 août      | Pila               | Sam Hill     | Greg Minnaar      | Brendan Fairclough | Greg Minnaar      |
| 8 | 11 septembre | Fort William       | Steve Peat   | Greg Minnaar      | Nathan Rennie      | Greg Minnaar      |

| Pos | Cycliste            | Pts  |
| --- | ------------------- | ---- |
| 1.  | Greg Minnaar        | 1660 |
| 2.  | Samuel Hill         | 905  |
| 3.  | Nathan Rennie       | 890  |
| 4.  | Cédric Gracia       | 735  |
| 5.  | Gee Atherton        | 722  |
| 6.  | Fabien Barel        | 714  |
| 7.  | Chris Kovarik       | 710  |
| 8.  | Mickaël Pascal      | 678  |
| 9.  | Marc Beaumont       | 669  |
| 10. | David Vázquez López | 636  |

### Femmes
| # | Date         | Lieu               | Vainqueur              | Deuxième        | Troisième       | Leader du général |
| - | ------------ | ------------------ | ---------------------- | --------------- | --------------- | ----------------- |
| 1 | 30 avril     | Vigo               | Sabrina Jonnier        | Tracy Moseley   | Kathy Pruitt    | Sabrina Jonnier   |
| 2 | 5 juin       | Willingen          | Anne-Caroline Chausson | Emmeline Ragot  | Vanessa Quin    | Sabrina Jonnier   |
| 3 | 12 juin      | Schladming         | Anne-Caroline Chausson | Vanessa Quin    | Sabrina Jonnier | Sabrina Jonnier   |
| 4 | 26 juin      | Mont Sainte-Anne   | Tracy Moseley          | Sabrina Jonnier | Marielle Saner  | Sabrina Jonnier   |
| 5 | 3 juillet    | Balneário Camboriú | Tracy Moseley          | Rachel Atherton | Sabrina Jonnier | Sabrina Jonnier   |
| 6 | 10 juillet   | Angel Fire Resort  | Sabrina Jonnier        | Scarlett Hagen  | Tracy Moseley   | Sabrina Jonnier   |
| 7 | 21 août      | Pila               | Anne-Caroline Chausson | Rachel Atherton | Emmeline Ragot  | Sabrina Jonnier   |
| 8 | 11 septembre | Fort William       | Tracy Moseley          | Rachel Atherton | Sabrina Jonnier | Sabrina Jonnier   |

| Pos | Cycliste               | Pts  |
| --- | ---------------------- | ---- |
| 1.  | Sabrina Jonnier        | 1454 |
| 2.  | Tracy Moseley          | 1419 |
| 3.  | Rachel Atherton        | 1115 |
| 4.  | Vanessa Quin           | 1014 |
| 5.  | Marielle Saner         | 1004 |
| 6.  | Helen Gaskell          | 811  |
| 7.  | Céline Gros            | 780  |
| 8.  | Anne-Caroline Chausson | 720  |
| 9.  | Scarlett Hagen         | 718  |
| 10. | Emmeline Ragot         | 662  |

## 4-cross

### Hommes
| # | Date         | Lieu               | Vainqueur          | Deuxième      | Troisième     | Leader du général |
| - | ------------ | ------------------ | ------------------ | ------------- | ------------- | ----------------- |
| 1 | 1er mai      | Vigo               | Michal Prokop      | Steve Peat    | Bas de Bever  | Michal Prokop     |
| 2 | 5 juin       | Willingen          | annulé             | annulé        | annulé        | annulé            |
| 3 | 11 juin      | Schladming         | Brian Lopes        | Cédric Gracia | Michal Prokop | Michal Prokop     |
| 4 | 25 juin      | Mont Sainte-Anne   | Michal Prokop      | Guido Tschugg | Cédric Gracia | Michal Prokop     |
| 5 | 4 juillet    | Balneário Camboriú | Roger Rinderknecht | Cédric Gracia | Gee Atherton  | Michal Prokop     |
| 6 | 9 juillet    | Angel Fire Resort  | Brian Lopes        | Guido Tschugg | Jared Graves  | Brian Lopes       |
| 7 | 21 août      | Pila               | Michal Prokop      | Brian Lopes   | Cédric Gracia | Brian Lopes       |
| 8 | 10 septembre | Fort William       | Leiv Ove Nordmark  | Brian Lopes   | Gee Atherton  | Brian Lopes       |

| Pos | Cycliste           | Pts |
| --- | ------------------ | --- |
| 1.  | Brian Lopes        | 251 |
| 2.  | Michal Prokop      | 187 |
| 3.  | Cédric Gracia      | 156 |
| 4.  | Guido Tschugg      | 115 |
| 5.  | Gee Atherton       | 104 |
| 6.  | Roger Rinderknecht | 81  |
| 7.  | Lukáš Tamme        | 69  |
| 7.  | Jared Graves       | 69  |
| 9.  | Filip Polc         | 64  |
| 10. | Leiv Ove Nordmark  | 61  |

### Femmes
| # | Date         | Lieu               | Vainqueur      | Deuxième        | Troisième      | Leader du général |
| - | ------------ | ------------------ | -------------- | --------------- | -------------- | ----------------- |
| 1 | 1er mai      | Vigo               | Jill Kintner   | Anneke Beerten  | Vanessa Quin   | Jill Kintner      |
| 2 | 5 juin       | Willingen          | Anneke Beerten | Fionn Griffiths | Anita Molcik   | Anneke Beerten    |
| 3 | 11 juin      | Schladming         | Anneke Beerten | Joey Gough      | Sari Jörgensen | Anneke Beerten    |
| 4 | 25 juin      | Mont Sainte-Anne   | Jill Kintner   | Anneke Beerten  | Katrina Miller | Anneke Beerten    |
| 5 | 4 juillet    | Balneário Camboriú | Jill Kintner   | Anneke Beerten  | Anita Molcik   | Anneke Beerten    |
| 6 | 9 juillet    | Angel Fire Resort  | Jill Kintner   | Katrina Miller  | Anneke Beerten | Anneke Beerten    |
| 7 | 21 août      | Pila               | Jill Kintner   | Jana Horáková   | Anneke Beerten | Anneke Beerten    |
| 8 | 10 septembre | Fort William       | Jill Kintner   | Jana Horáková   | Melissa Buhl   | Jill Kintner      |

| Pos | Cycliste        | Pts |
| --- | --------------- | --- |
| 1.  | Jill Kintner    | 320 |
| 2.  | Anneke Beerten  | 280 |
| 3.  | Jana Horáková   | 100 |
| 4.  | Anita Molcik    | 98  |
| 5.  | Fionn Griffiths | 93  |
| 6.  | Joey Gough      | 84  |
| 7.  | Katrina Miller  | 70  |
| 8.  | Vanessa Quin    | 60  |
| 9.  | Melissa Buhl    | 55  |
| 10. | Zsófia Koczka   | 40  |

Blessée aux championnats du monde, Anneke Beerten ne participe pas à la dernière manche de Coupe du monde alors qu'elle est en tête du classement général. Jill Kintner, deuxième au général, remporte la dernière manche et s'impose ainsi au classement général.